# Nationalpark Padjelanta
Der Padjelanta-Nationalpark liegt im hohen Norden Schwedens an der norwegischen Grenze weitab aller Straßen bzw. in Lappland oder Sápmi, wie die indigenen Samen ihr angestammtes Siedlungsgebiet nennen. Padjelanta („Badjelánnda“ in der Sprache der Lule-Samen bedeutet „Das höhere Land“). Mit seinen 1984 km² ist er der größte Nationalpark Schwedens und einer der größten Europas. Er wurde 1962 eingerichtet und ist seit 1996 Teil des UNESCO-Welterbes Laponia. Im Westen grenzt er an Norwegen, wo sich der norwegische Rago-Nationalpark anschließt. Zum großen Teil besteht Padjelanta aus einer ausgedehnten, gebirgigen Hochebene von durchschnittlich 800–1000 m ö.h. Die beiden großen Seen Vastenjaure und Virihaure liegen innerhalb des Nationalparks. Im Osten grenzen die Nationalparks Sarek und Stora Sjöfallet an.
Die nächstgelegenen Städte sind (von den Parkgrenzen ausgehend) Jokkmokk (ca. 210 km) (als Hauptstadt der Jokkmokks kommun, zu der der Nationalpark gehört), Gällivare (ca. 190 km) und Fauske (ca. 55 km) in Norwegen. Die nächstgelegenen Ortschaften sind Kvikkjokk (ca. 90 km), Ritsem (ca. 15 km) und Sulitjelma (ca. 25 km) in Norwegen.

## Besiedlung
Dauerhafte Siedlungen gibt es im Nationalpark nicht. Das Gebiet wird jedoch als primäres Sommerweidegebiet der samischen Rentierzüchter-Gemeinschaften Tuorpon, Jåhkågasska und Sirgas genutzt, welche während der Sommermonate hier u. a. die beiden Dörfer Staloluokta und Arasluokta bewohnen. Hier stehen noch einige der traditionellen samischen Torf- und Zeltkohten.

## Flora und Fauna
Die Pflanzenwelt des Parks gehört vorwiegend zum Lebensraum der niedrigen Bergtundra (schwed. Lågfjäll) mit alpinen Matten und arktischen Zwergstrauchheiden. Sie umfasst viele für Schweden einzigartige Arten, wie zum Beispiel das Niederliegende Sandkraut (Arenaria humifusa), das Zottige Fingerkraut (Potentilla crantzii) und einige endemisch vorkommende Seggenarten.
Bemerkenswerte Tiere im Park sind u. a. Steinadler, Schneeeule, Lemming, Vielfraß und Polarfuchs. Die beiden letztgenannten Arten haben den Schwerpunkt ihres Gesamtbestandes in Schweden im Nationalpark Padjelanta.

## Zugang
Von Ritsem im Norden und Kvikkjokk im Süden führt der Wanderweg Padjelantaleden in den Park. Ritsem ist von Gällivare und Kvikkjokk von Jokkmokk aus über Straßen per Bus oder Auto erreichbar. Ebenso kann man von Sulitjelma aus von Norwegen über die Sorjus-Hütte der Norwegischen Bergwandervereinigung DNT (verschlossen, Schlüssel in Sulitjelma auszuleihen) nach Osten in den Padjelanta hineinwandern. Im Sommer existieren überdies regelmäßige Flugverbindungen mit dem Helikopter zwischen Ritsem bzw. Kvikkjokk und Staloluokta.

## Tourismus
Durch den Park führt der Padjelantaleden, ein 140 km langer Wanderweg, an dessen Verlauf sich einige Übernachtungshütten befinden, die während der Sommermonate geöffnet und zum Teil bewirtschaftet sind. Die Samen aus Staloluokta und Arasluokta bieten verschiedene Attraktionen für Touristen an. So kann man während der Kälbermarkierung zuschauen oder auf verschiedene Art und Weise Einblick in das traditionelle Leben der Rentierzüchter bekommen.

## Karten

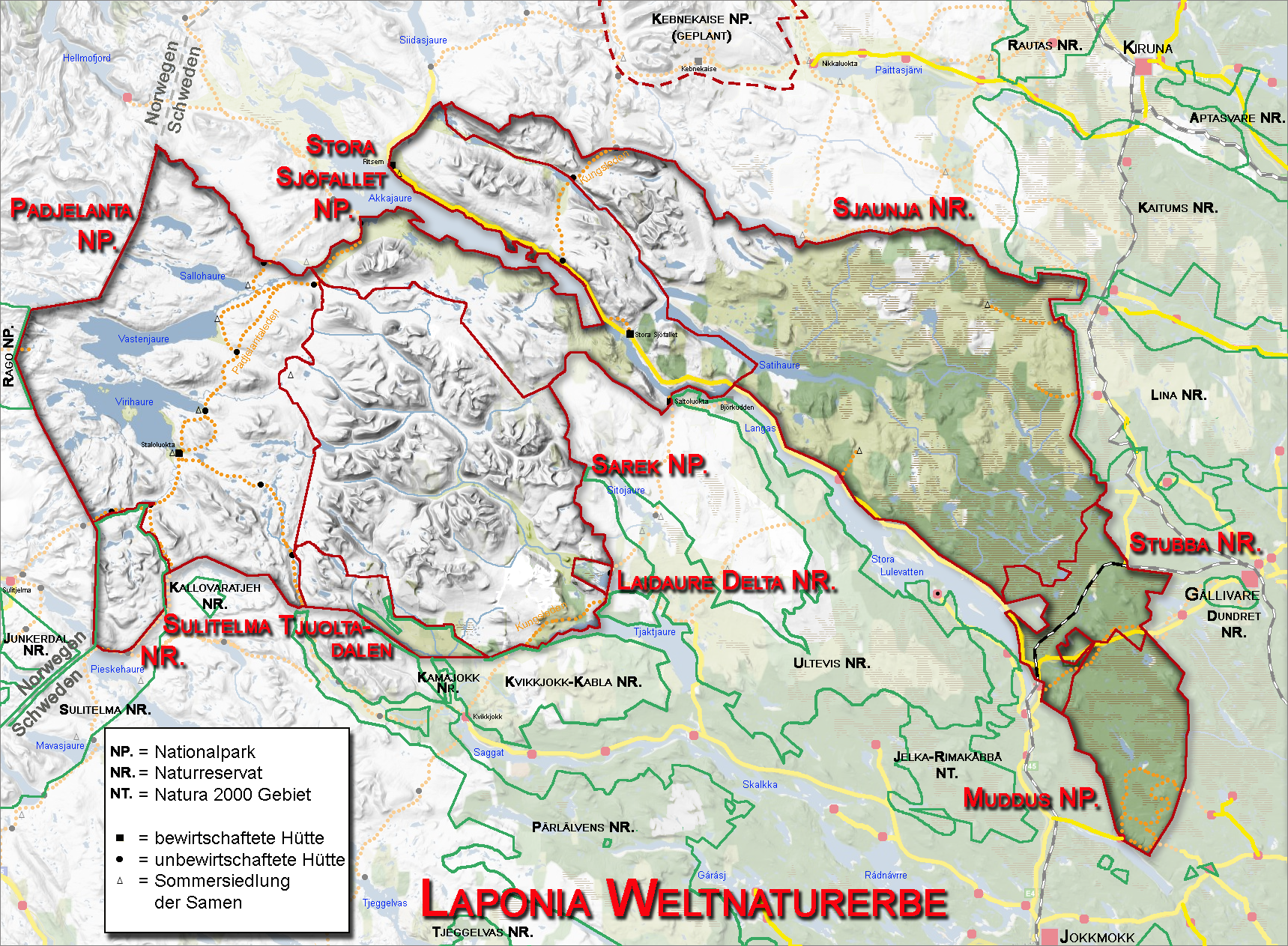
Padjelanta-Nationalpark im Weltnaturerbe Laponia

- Lantmäteriets Fjällkarta, BD9 (Padjelanta-Sulitelma), 1:100.000
- Lantmäteriets Fjällkarta, BD10 (Sareks Nationalpark), 1:100.000

## Bilder

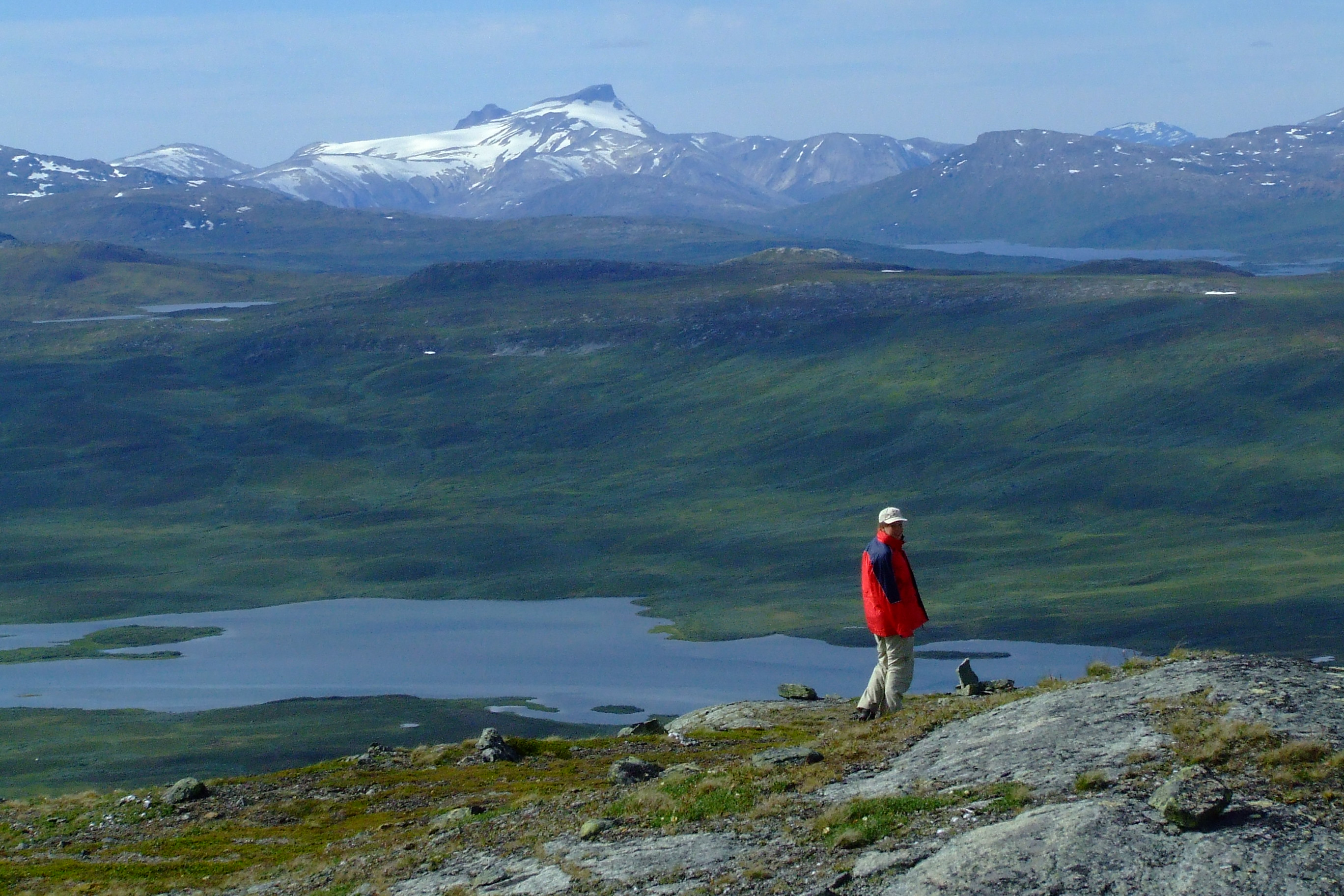
Blick vom 994 m hohen Loadásj über den Vastenjaure auf das Sulitjelma-Gebirge in Norwegen
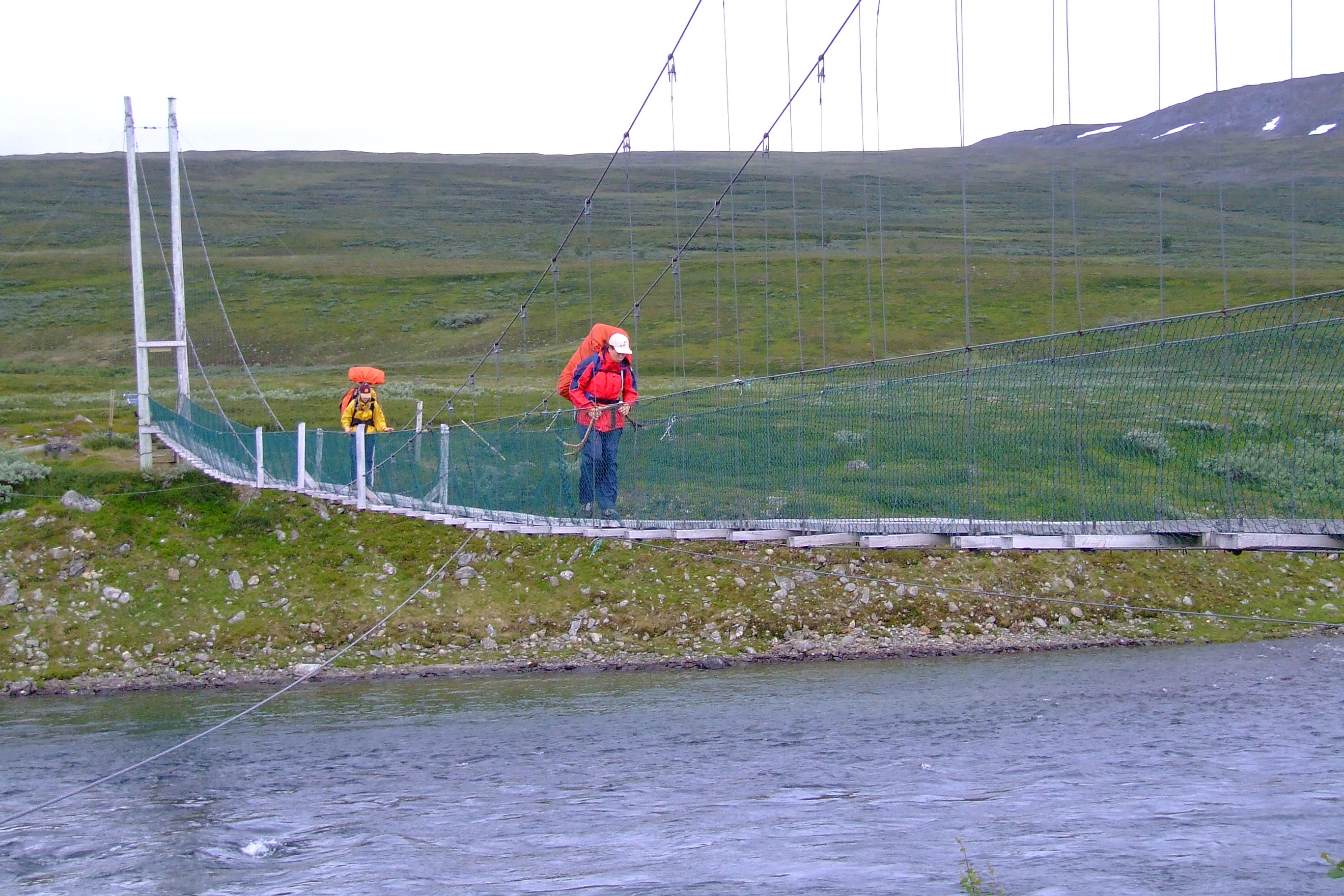
Hängebrücke über den Vuojatädno, der aus den großen Seen kommt
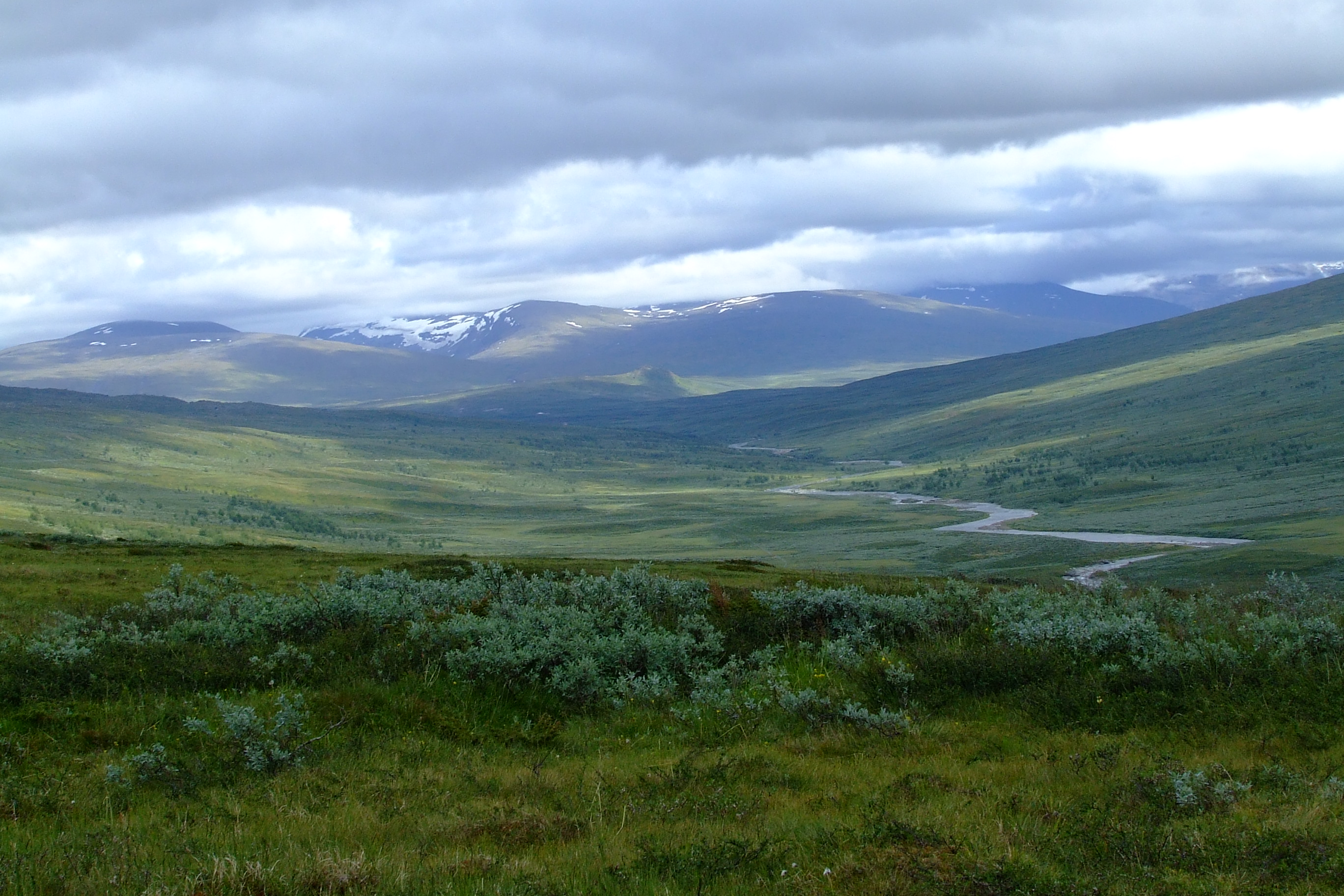
Blick ins Tal des Låddejåhkå, der aus dem Sarek-Nationalpark kommt
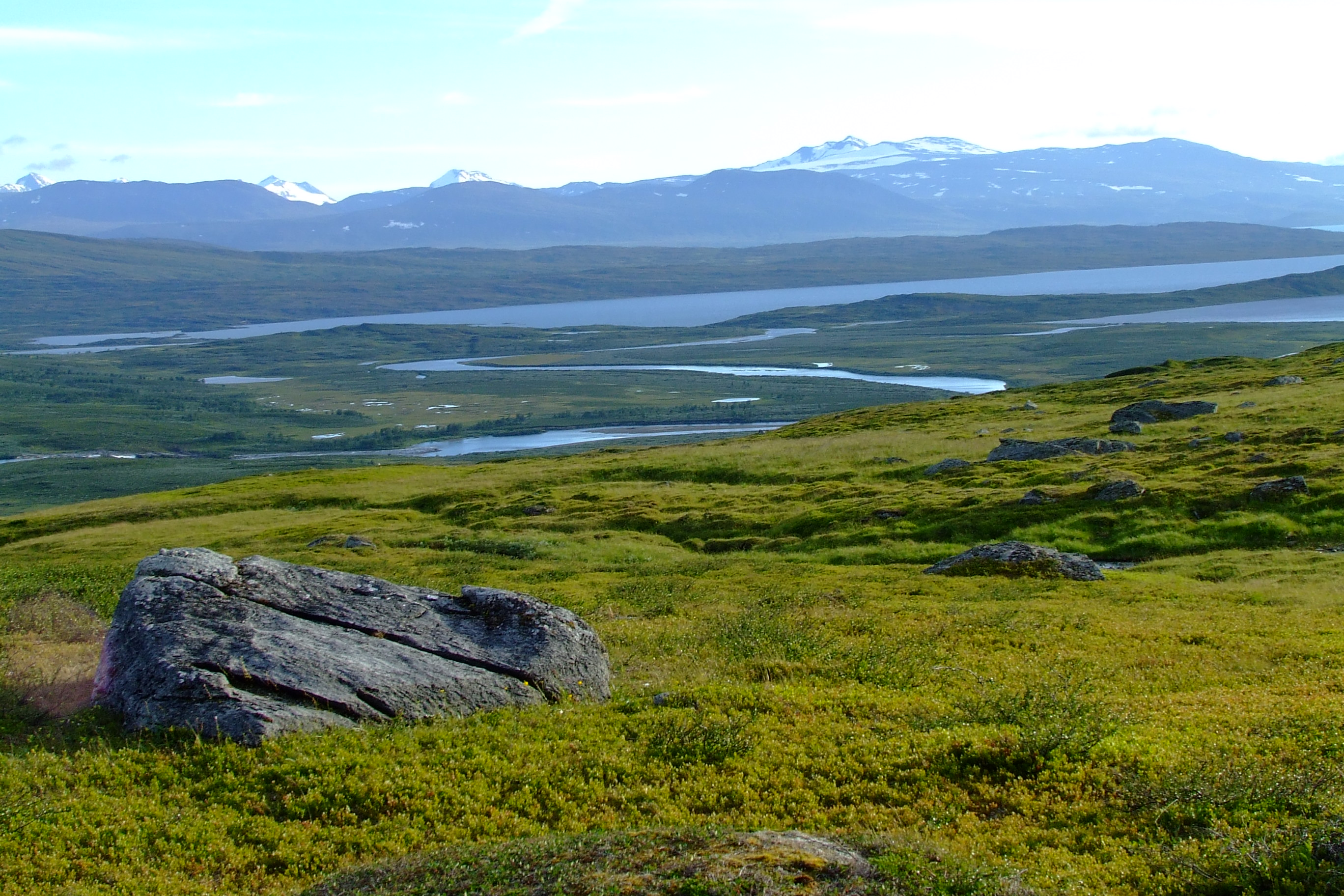
Blick auf den Vastenjaure, eine typische Landschaft im Padjelanta
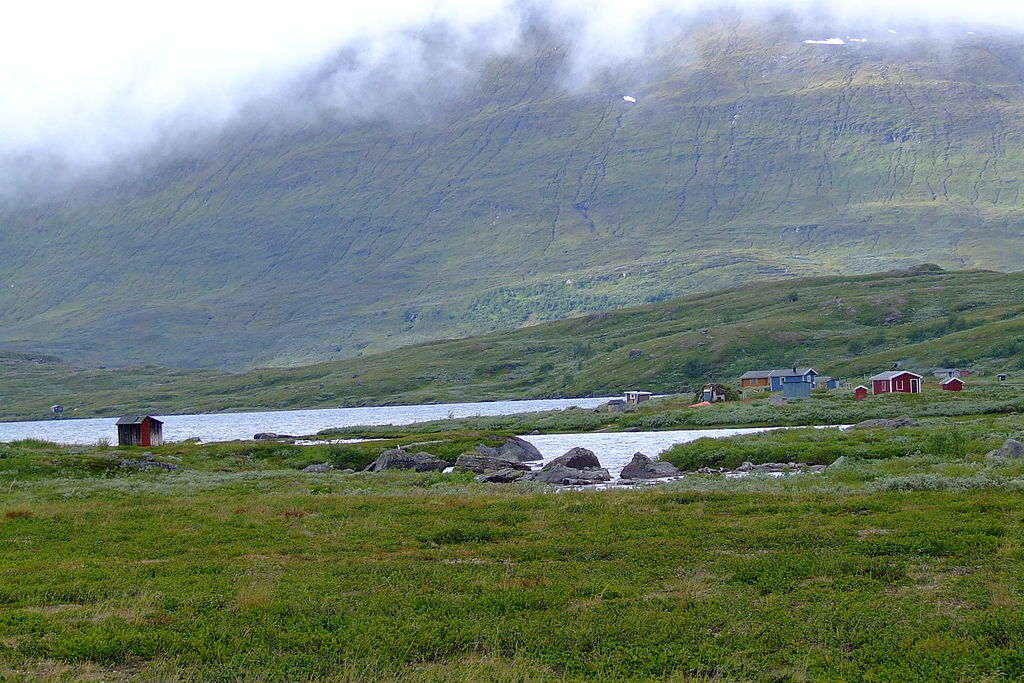
Arasluokta, eine der Samensiedlungen im Nationalpark
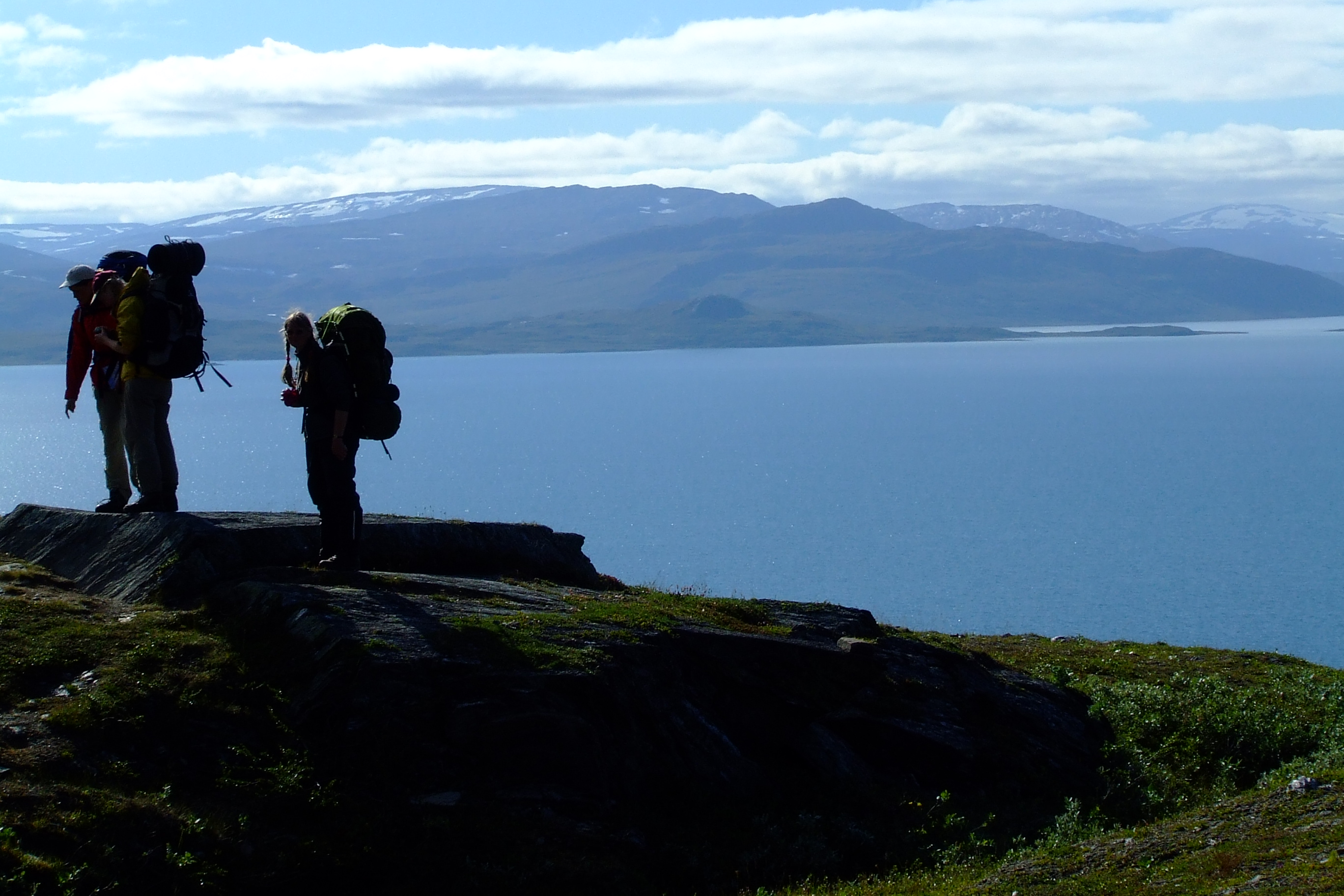
Wanderer hoch über dem Virihaure, dem größten See im Padjelanta
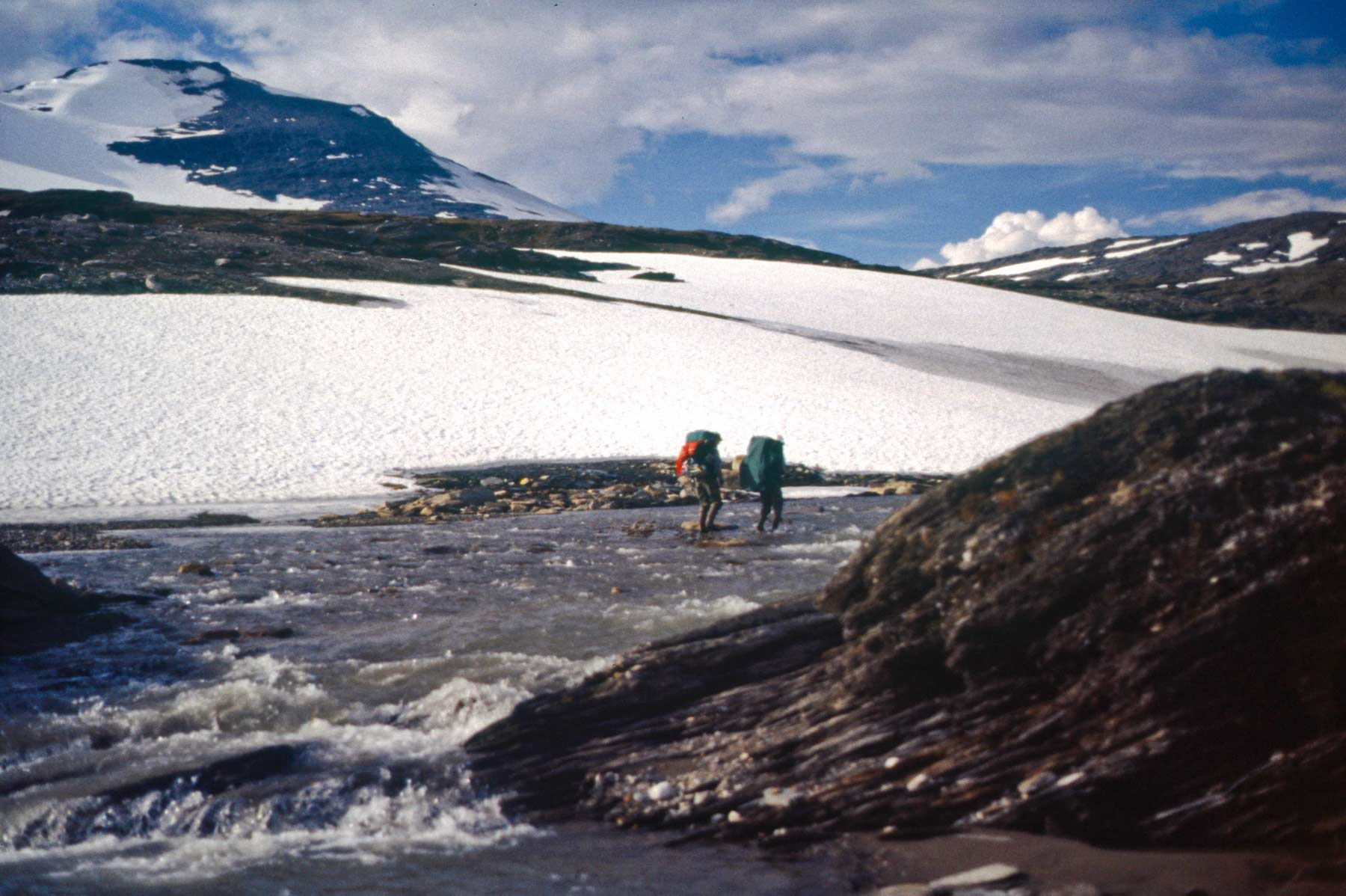
Jeknafo Massiv im südlichen Nationalpark